# Акіма
Акі́ма (рос. Акима) — село у складі Тунгокоченського району Забайкальського краю, Росія. Входить до складу Кикерського сільського поселення.

## Населення
Населення — 233 особи (2010; 285 у 2002).
Національний склад (станом на 2002 рік):
- росіяни — 99 %